# Kim Chính
Kim Chính là một xã thuộc huyện Kim Sơn, tỉnh Ninh Bình, Việt Nam.

## Địa lý
Xã Kim Chính nằm gần trung tâm huyện Kim Sơn, có vị trí địa lý:
- Phía đông giáp xã Đồng Hướng
- Phía tây giáp thị trấn Phát Diệm và xã Thượng Kiệm
- Phía nam giáp tỉnh Nam Định
- Phía bắc giáp huyện Yên Khánh và huyện Yên Mô.

Xã Kim Chính có diện tích 8,77 km², dân số năm 2022 là 10.117 người, mật độ dân số đạt 1.153 người/km².
Quốc lộ 10 nối thành phố Hoa Lư với thị trấn Phát Diệm chạy qua địa bàn xã.

## Lịch sử
Ngày 3 tháng 12 năm 1958, Bộ Nội vụ ban hành Nghị định số 162-NV. Theo đó, tách một phần diện tích và dân số của các xã Lưu Phượng, Thượng Kiệm và Kim Chính để thành lập thị trấn Phát Diệm.
Đến năm 2019, xã Kim Chính có diện tích 7,23 km², dân số là 7.363 người, mật độ dân số đạt 1.018 người/km², gồm 11 xóm.
Ngày 10 tháng 1 năm 2020, Ủy ban Thường vụ Quốc hội ban hành Nghị quyết số 861/NQ-UBTVQH14 về việc sắp xếp các đơn vị hành chính cấp xã thuộc tỉnh Ninh Bình (nghị quyết có hiệu lực từ ngày 1 tháng 2 năm 2020). Theo đó, sáp nhập toàn bộ 1,33 km² diện tích tự nhiên và 1.335 người thuộc 3 xóm: 1, 2, 3 của xã Yên Mật vừa giải thể vào xã Kim Chính.

## Văn hóa

### Làng nghề
Xã Kim Chính có 2 làng nghề cói nổi tiếng là Thủ Trung và Thủy Cơ. Xã nằm giáp đê tả sông Vạc và có đường liên huyện đến với Yên Mô.

### Tôn giáo
Nhà thờ Giáo xứ Trì Chính thuộc giáo phận Phát Diệm nằm trên địa bàn xã Kim Chính, huyện Kim Sơn.

### Truyền thống
Trung đội dân quân Kim Đài là đơn vị anh hùng lực lượng vũ trang nhân dân thời kỳ chống Mỹ, Trung đội có địa bàn hoạt động chủ yếu ở phía nam xã Kim Chính. Trong 8 chiếc máy bay các loại của Mỹ bị bắn rơi tại địa bàn huyện Kim Sơn, riêng dân quân Kim Đài bắn rơi 5 chiếc ngoài biển.
Trung đội dân quân Kim Đài được thành lập tháng 10 năm 1961, gồm 42 người ở nhiều xã trong huyện Kim Sơn tập trung lại được điều đến Kim Đài (gần ngã ba sông Đáy, nơi đây giáp giữa với 2 tỉnh Nam Định và Ninh Bình đồng thời cách địa phận tỉnh Thanh Hóa khoảng 6 km) làm nhiệm vụ đánh máy bay Mỹ. Mặc dù là nơi địch thường xuyên đánh phá, tình hình địa bàn lại có nhiều phức tạp, đơn vị đã quyết tâm vượt khó khăn để hoàn thành nhiệm vụ.
Khu vực Kim Đài có vị trí chiến lược hết sức quan trọng trong chiến tranh chống đế quốc Mỹ phá hoại. Đây là cửa ngõ đường thủy tiến vào các trung tâm Phát Diệm, Ninh Bình cũng như miền Bắc Việt Nam. Nơi đây được coi là "cửa ngõ" của tỉnh Ninh Bình và của quân khu 3. Trong thời chống Pháp, địch đã nhận thấy vị trí chiến lược này và đặt bốt chốt giữ nơi đây. Trong chiến tranh chống Mỹ, máy bay địch thường lợi dụng cửa Đáy đi theo đường sông để vào bắn phá các mục tiêu trong đất liền. Ngoài vị trí là tuyến đường bay vào của máy bay địch, Kim Đài còn là một trọng điểm bắn phá để ngăn chặn các tuyến giao thông đường sông, đường biển của quân đội Việt Nam.
- Ngày 6/9/1965, Trung đội dân quân Kim Đài bắn rơi máy bay A4D của Mỹ bằng 27 viên đạn súng trường K44.
- Ngày 16/8/1966, Trung đội dân quân Kim Đài bắn rơi máy bay A4D của Mỹ bằng 31 viên đạn đại liên và súng trường.
- Ngày 3/5/1967, Trung đội lại tiếp tục bắn rơi một chiếc F4H của Mỹ bằng 29 viên đạn 12ly7 và 11 khẩu súng trường K44.

Trung đội Kim Đài đã bắn rơi hai loại máy bay (máy bay F4H và máy bay A4D), phối hợp đơn vị khác bắn rơi 1 chiếc. Ngoài ra đơn vị còn phát hiện và kịp thời thông báo tình hình máy bay địch bay theo triền sông cho các đơn vị bạn. Đơn vị đã tích cực tuần tra canh gác, bắt quả tang 5 tên phản động đang hoạt động phá hoại. Đơn vị đã nhiều lần cứu được thuyền của Nhà nước và nhân dân bị máy bay địch bắn đắm.
Trung đội dân quân Kim Đài 4 năm liền được tặng danh hiệu "Đơn vị Quyết thắng", là lá cờ đầu về phong trào dân quân của tỉnh Ninh Bình, được tặng thưởng 1 Huân chương Quân công hạng ba. 1 Huân chương Chiến công hạng nhất.
Ngày 22 tháng 12 năm 1969, Trung đội dân quân Kim Đài được Chủ tịch nước Việt Nam dân chủ cộng hòa tặng danh hiệu Anh hùng lực lượng vũ trang nhân dân.